# Persone di cognome Zhang
| Questa pagina contiene informazioni ricavate automaticamente dalle voci biografiche con l'ausilio del template Bio e di un bot. L'aggiornamento è periodico e automatico e ricostruisce completamente la pagina. Se manca una persona in questa lista, sei pregato di non aggiungerla, ma accertati piuttosto che la sua voce biografica contenga il template Bio e che i dati anagrafici siano correttamente compilati. Se il template Bio manca, inseriscilo tu stesso o, in alternativa, metti l'avviso {{tmp\|Bio}} che ne segnala la mancanza. Se i dati riportati sono sbagliati, correggi direttamente la voce biografica; le modifiche saranno visibili in questa lista entro pochi giorni. Per chiarimenti vedi il progetto antroponimi. La lista contiene solo le 216 persone che sono citate nell'enciclopedia e per le quali è stato implementato correttamente il template Bio. Pagina aggiornata al 7 ago 2025. |

Questa è una lista di persone presenti nell'enciclopedia che hanno il cognome Zhang, suddivise per attività principale.

## Altisti(1)
- Zhang Guowei, altista cinese (Binzhou, n. 1991)

## Arciere(1)
- Zhang Juanjuan, arciera cinese (Qingdao, n. 1981)

## Artiste marziali miste(1)
- Zhang Weili, artista marziale mista cinese (Handan, n. 1989)

## Artisti(2)
- Zhang Dali, artista cinese (Harbin, n. 1963)
- Zhang Zeduan, artista e pittore cinese (Zhucheng, n. 1085 - † 1145)

## Artisti marziali(2)
- Zhang San Feng, artista marziale cinese
- Zhang Wuchen, artista marziale cinese (Dingtao, n. 1916 - Taiwan, † 2017)

## Astronauti(1)
- Zhang Lu, astronauta cinese (Hanshou, n. 1976)

## Astronomi(3)
- Zhang Jiaxiang, astronomo cinese (Nanchino, n. 1932 - Nanchino, † 2019)
- Zhang Minti, astronomo taiwanese
- Zhang Yuzhe, astronomo cinese (Minhou, n. 1902 - Nanchino, † 1986)

## Atlete paralimpiche(1)
- Zhang Liangmin, atleta paralimpica cinese (Shanghai, n. 1985)

## Attori(3)
- Zhang Fengyi, attore cinese (Changsha, n. 1956)
- Zhang Jin, attore cinese (Chongqing, n. 1974)
- Zhang Ping, attore cinese (Kunshan, n. 1917 - † 1986)

## Attrici(6)
- Chelsea Zhang, attrice statunitense (Pittsburgh, n. 1996)
- Man Lo Zhang, attrice e personaggio televisivo cinese (Chongqing, n. 1980)
- Meng'er Zhang, attrice cinese (Nanchino, n. 1987)
- Zhang Ruifang, attrice cinese (Baoding, n. 1909 - Shanghai, † 2012)
- Zhang Yu, attrice cinese (Shanghai, n. 1957)
- Zhang Ziyi, attrice e doppiatrice cinese (Pechino, n. 1979)

## Biatleti(1)
- Zhang Chengye, ex biatleta e fondista cinese (Tonghua, n. 1982)

## Calciatori(28)
- Zhang Cheng, calciatore cinese (Tientsin, n. 1989)
- Zhang Chengdong, calciatore cinese (Baoding, n. 1989)
- Zhang Chenglin, calciatore cinese (Guzhen, n. 1987)
- Zhang Chiming, calciatore cinese (Chengdu, n. 1989)
- Zhang Enhua, calciatore cinese (Dalian, n. 1973 - Shenzhen, † 2021)
- Zhang Haishan, calciatore macaense (n. 1998)
- Zhang Huikang, ex calciatore cinese (n. 1962)
- Zhang Jiaqi, calciatore cinese (Shenyang, n. 1991)
- Zhang Lie, calciatore cinese (Shenyang, n. 1982)
- Zhang Linpeng, calciatore cinese (Jinan, n. 1989)
- Zhang Lu, calciatore cinese (Xinxiang, n. 1987)
- Zhang Lu, calciatore cinese (Tientsin, n. 1987)
- Zhang Shuai, ex calciatore cinese (Qingdao, n. 1981)
- Zhang Shuo, calciatore cinese (Pechino, n. 1983)
- Zhang Sipeng, ex calciatore cinese (Hebei, n. 1987)
- Zhang Wenzhao, calciatore cinese (Anshan, n. 1987)
- Zhang Xiaofei, ex calciatore cinese (Shenyang, n. 1982)
- Zhang Xiaowen, ex calciatore cinese (n. 1964)
- Zhang Xinxin, calciatore cinese (Pechino, n. 1983)
- Zhang Xizhe, calciatore cinese (Wuhan, n. 1991)
- Zhang Yalin, calciatore cinese (Dalian, n. 1981 - Dalian, † 2010)
- Zhang Yaokun, ex calciatore cinese (Dalian, n. 1981)
- Zhang Yi, ex calciatore e ex giocatore di calcio a 5 cinese (n. 1973)
- Zhang Yong, ex calciatore e ex giocatore di calcio a 5 cinese (n. 1975)
- Zhang Yonghai, ex calciatore cinese (Panjin, n. 1979)
- Zhang Yuan, calciatore cinese (Pechino, n. 1989)
- Zhang Yuning, ex calciatore cinese (Shenyang, n. 1977)
- Zhang Yuning, calciatore cinese (Wenzhou, n. 1997)

## Calciatrici(1)
- Zhang Rui, calciatrice cinese (Yantai, n. 1989)

## Canottiere(1)
- Zhang Yangyang, canottiera cinese (Siping City, n. 1989)

## Canottieri(1)
- Zhang Liang, canottiere cinese (Jinzhou, n. 1987)

## Cantanti(4)
- Angela Zhang, cantante e attrice taiwanese (Taoyuan, n. 1982)
- Baby Zhang, cantante cinese (Sichuan, n. 1989)
- Zhang Hao, cantante cinese (Nanping, n. 2000)
- Zhang Yang Yang, cantante cinese (Xinjiang, n. 1991)

## Cantautrici(1)
- Jane Zhang, cantautrice e musicista cinese (Chengdu, n. 1984)

## Cestiste(12)
- Zhang Fan, ex cestista cinese (Pechino, n. 1984)
- Zhang Hanlan, ex cestista cinese (Shenyang, n. 1979)
- Zhang Hui, ex cestista cinese (n. 1959)
- Zhang Jue, ex cestista cinese (Fushun, n. 1973)
- Zhang Liting, ex cestista cinese (n. 1994)
- Zhang Ru, cestista cinese (n. 1999)
- Zhang Taohua, ex cestista cinese (n. 1970)
- Zhang Wei, ex cestista cinese (Chaoyang, n. 1986)
- Zhang Weijuan, ex cestista cinese (Lingyuan, n. 1971)
- Zhang Xiaoni, ex cestista cinese (Yantai, n. 1983)
- Zhang Yu, ex cestista cinese (Chaoyang, n. 1986)
- Zhang Yueqin, ex cestista cinese (n. 1960)

## Cestisti(13)
- Zhang Bin, ex cestista e allenatore di pallacanestro cinese (Jinan, n. 1961)
- Zhang Bo, ex cestista cinese (Liaoning, n. 1990)
- Zhang Cheng, ex cestista cinese (Kunshan, n. 1978)
- Zhang Degui, ex cestista cinese (n. 1957)
- Zhang Jinsong, ex cestista e allenatore di pallacanestro cinese (Xinzhou, n. 1973)
- Zhang Qingpeng, ex cestista cinese (Fushun, n. 1985)
- Zhang Songtao, ex cestista cinese (n. 1985)
- Zhang Weiping, ex cestista cinese (n. 1949)
- Zhang Xuelei, cestista e allenatore di pallacanestro cinese (Shenyang, n. 1963 - Taipei, † 2024)
- Zhang Yongjun, ex cestista e allenatore di pallacanestro cinese (n. 1963)
- Zhang Yunsong, ex cestista cinese (Pechino, n. 1977)
- Zhang Zhaoxu, cestista cinese (Yantai, n. 1987)
- Zhang Zhenlin, cestista cinese (Shenyang, n. 1999)

## Ciclisti su strada(1)
- Zhang Weicong, ex ciclista su strada macaense (Macao, n. 1977)

## Condottieri(2)
- Zhang Jiao, condottiero e religioso cinese († 184)
- Zhang Liang, condottiero cinese († 184)

## Costumisti(1)
- William Chang, costumista, montatore e scenografo hongkonghese (Hong Kong, n. 1956)

## Danzatori(1)
- Lay, ballerino, cantante e musicista cinese (Changsha, n. 1991)

## Dirigenti sportivi(3)
- Zhang Jilong, dirigente sportivo cinese (Yantai, n. 1952)
- Steven Zhang, dirigente sportivo e imprenditore cinese (Nanchino, n. 1991)
- Zhang Xiaorui, dirigente sportivo, allenatore di calcio e ex calciatore cinese (Tientsin, n. 1978)

## Esploratori(1)
- Zhang Qian, esploratore e diplomatico cinese (Hanzhong, n. 195 a.C. - Cina, † 114 a.C.)

## Filosofi(1)
- Zhang Zai, filosofo cinese (Kaifeng, n. 1020 - † 1077)

## Fisici(1)
- Zhang Heng, geofisico e poeta cinese (Nanyang, n. 78 - † 139)

## Fumettisti(2)
- Benjamin, fumettista e illustratore cinese (Heilongjiang, n. 1974)
- Zhang Leping, fumettista cinese (Jiaxing, n. 1910 - Shanghai, † 1992)

## Funzionari(2)
- Zhang Liang, funzionario cinese († 189 a.C.)
- Zhang Rang, funzionario cinese (n. 135 - † 189)

## Generali(7)
- Zhang Guohua, generale e politico cinese (Yongxin, n. 1914 - Chengdu, † 1972)
- Zhang Jinghui, generale e politico cinese (Anshan, n. 1871 - Fushun, † 1959)
- Zhang Xueliang, generale cinese (Haicheng, n. 1901 - Honolulu, † 2001)
- Zhang Xun, generale cinese (Contea di Fengxin, n. 1854 - Tientsin, † 1923)
- Zhang Zhijiang, generale cinese (Yanshan, n. 1882 - Shanghai, † 1966)
- Zhang Zhizhong, generale e politico cinese (Chaohu, n. 1890 - Pechino, † 1969)
- Zhang Zuolin, generale e politico cinese (Haicheng, n. 1875 - Shenyang, † 1928)

## Ginnaste(3)
- Zhang Jin, ginnasta cinese (Shanghai, n. 2000)
- Zhang Nan, ginnasta cinese (Pechino, n. 1986)
- Zhang Shuo, ginnasta cinese (Liaoning, n. 1984)

## Ginnasti(2)
- Zhang Chenglong, ginnasta cinese (n. 1989)
- Zhang Hongtao, ginnasta cinese (n. 1986)

## Giocatori di badminton(3)
- Zhang Jun, ex giocatore di badminton cinese (Suzhou, n. 1977)
- Zhang Nan, giocatore di badminton cinese (Pechino, n. 1990)
- Zhang Zhijie, giocatore di badminton cinese (Jiaxing, n. 2007 - Yogyakarta, † 2024)

## Giocatori di snooker(2)
- Zhang Anda, giocatore di snooker cinese (Shaoguan, n. 1991)
- Zhang Jiankang, giocatore di snooker cinese (Yibin, n. 1998)

## Giocatrici di badminton(3)
- Zhang Jiewen, giocatrice di badminton cinese (n. 1981)
- Zhang Ning, giocatrice di badminton cinese (Shenyang, n. 1975)
- Zhang Yawen, giocatrice di badminton cinese (Chongqing, n. 1985)

## Giocatrici di beach volley(1)
- Zhang Xi, giocatrice di beach volley cinese (Nantong, n. 1985)

## Imprenditori(3)
- Zhang Jindong, imprenditore e dirigente d'azienda cinese (Tianchang, n. 1963)
- Zhang Ruimin, imprenditore cinese (Laizhou, n. 1949)
- Zhang Yiming, imprenditore e ingegnere cinese (Fujian, n. 1983)

## Imprenditrici(1)
- Zhang Xin, imprenditrice cinese (Pechino, n. 1965)

## Insegnanti(1)
- Zhang Zhaodong, insegnante cinese (Houhongyancun, n. 1865 - † 1940)

## Lottatrici(1)
- Zhang Fengliu, lottatrice cinese (n. 1989)

## Lunghisti(1)
- Zhang Yaoguang, lunghista cinese (n. 1993)

## Martelliste(1)
- Zhang Wenxiu, martellista cinese (Liaoning, n. 1986)

## Matematici(1)
- Zhang Yitang, matematico cinese (n. 1955)

## Medici(1)
- Zhang Zhongjing, medico cinese (Dengzhou, n. 150 - † 219)

## Militari(3)
- Zhang Fei, ufficiale cinese († 221)
- Zhang He, ufficiale cinese (n. 167 - † 231)
- Zhang Liao, ufficiale cinese (n. 169 - † 222)

## Modelle(2)
- Zhang Ningning, modella cinese (Shenyang, n. 1987)
- Zhang Zilin, modella cinese (Shijiazhuang,Cina, n. 1984)

## Nuotatori(2)
- Zhang Lin, nuotatore cinese (Pechino, n. 1987)
- Zhang Zhanshuo, nuotatore cinese (Qingdao, n. 2007)

## Nuotatrici(8)
- Zhang Yuhan, nuotatrice cinese (n. 1995)
- Zhang Haiya, sincronetta cinese (n. 2001)
- Zhang Wanyi, nuotatrice artistica cinese (n. 2005)
- Zhang Xiaoyou, nuotatrice artistica cinese (n. 2004)
- Zhang Yayi, sincronetta cinese (n. 1997)
- Zhang Yifan, nuotatrice cinese (n. 2000)
- Zhang Yiyao, nuotatrice artistica cinese (n. 2002)
- Zhang Yufei, nuotatrice cinese (Xuzhou, n. 1998)

## Pallavoliste(7)
- Zhang Changning, pallavolista cinese (n. 1995)
- Zhang Lei, pallavolista cinese (Shanghai, n. 1985)
- Zhang Ping, ex pallavolista cinese (Tientsin, n. 1982)
- Zhang Xian, pallavolista cinese (Fuzhou, n. 1985)
- Zhang Xiaoya, pallavolista cinese (Chengdu, n. 1992)
- Zhang Yichan, pallavolista cinese (n. 1991)
- Zhang Yuehong, ex pallavolista cinese (Shenyang, n. 1975)

## Pallavolisti(1)
- Zhang Chen, pallavolista cinese (Nanchino, n. 1985)

## Pattinatori artistici su ghiaccio(1)
- Zhang Hao, ex pattinatore artistico su ghiaccio cinese (Harbin, n. 1984)

## Pattinatrici artistiche su ghiaccio(1)
- Zhang Dan, ex pattinatrice artistica su ghiaccio cinese (Harbin, n. 1985)

## Pattinatrici di short track(4)
- Zhang Chutong, pattinatrice di short track cinese (Jilin, n. 2003)
- Zhang Hui, pattinatrice di short track cinese (Harbin, n. 1988)
- Zhang Yanmei, ex pattinatrice di short track cinese (n. 1970)
- Zhang Yuting, pattinatrice di short track cinese (n. 1999)

## Pattinatrici di velocità su ghiaccio(1)
- Zhang Hong, pattinatrice di velocità su ghiaccio cinese (Heilongjiang, n. 1988)

## Personalità religiose(1)
- Zhang Daoling, personalità religiosa cinese (Jiangsu, n. 34 - Monte Qingcheng, † 156)

## Pesiste(1)
- Zhang Guirong, ex pesista cinese (n. 1978)

## Pittori(2)
- Zhang Enli, pittore e artista cinese (Jilin, n. 1965)
- Zhang Yan, pittore cinese (Neijiang, n. 1963)

## Politici(5)
- Zhang Chunqiao, politico, giornalista e critico letterario cinese (Heze, n. 1917 - Pechino, † 2005)
- Zhang Gaoli, politico cinese (Jinjiang, n. 1946)
- Zhang Juzheng, politico cinese (Jiangling, n. 1525 - Beijing, † 1582)
- Zhang Qun, politico e generale cinese (Contea di Huayang, n. 1889 - Taipei, † 1990)
- Zhang Wentian, politico cinese (Shanghai, n. 1900 - Wuxi, † 1976)

## Pugili(2)
- Zhang Xiaoping, pugile cinese (Xilinhot, n. 1982)
- Zhang Zhilei, pugile cinese (Henan, n. 1983)

## Registi(4)
- Zhang Hanyi, regista e sceneggiatore cinese (Shaanxi, n. 1987)
- Zhang Shichuan, regista, produttore cinematografico e imprenditore cinese (Ningbo, n. 1890 - † 1954)
- Zhang Yimou, regista, sceneggiatore e attore cinese (Xi'an, n. 1950)
- Zhang Yuan, regista cinese (Nanchino, n. 1963)

## Rivoluzionari(1)
- Zhang Bao, rivoluzionario cinese († 184)

## Scacchisti(2)
- Zhang Pengxiang, scacchista cinese (Tientsin, n. 1980)
- Zhang Zhong, scacchista cinese (Chongqing, n. 1978)

## Schermidori(2)
- Zhang Jie, schermidore cinese (n. 1978)
- Zhang Liangliang, schermidore cinese (n. 1982)

## Schermitrici(2)
- Zhang Li, schermitrice cinese (Yingkou, n. 1981)
- Zhang Ying, schermitrice cinese (n. 1982)

## Sciatori freestyle(1)
- Yifan Zhang, sciatore freestyle cinese (n. 2004)

## Sciatrici alpine(2)
- Mengqiu Zhang, sciatrice alpina cinese (n. 2002)
- Wenjing Zhang, sciatrice alpina cinese

## Sciatrici freestyle(2)
- Zhang Kexin, sciatrice freestyle cinese (Harbin, n. 2002)
- Zhang Xin, sciatrice freestyle cinese (Anshan, n. 1985)

## Scrittori(1)
- Zhang Xianliang, scrittore e poeta cinese (Nanchino, n. 1936 - Yinchuan, † 2014)

## Scrittrici(4)
- Zhang Ailing, scrittrice, saggista e sceneggiatrice cinese (Shanghai, n. 1920 - Los Angeles, † 1995)
- Zhang Jie, scrittrice cinese (Pechino, n. 1937 - New York, † 2022)
- Lijia Zhang, scrittrice e giornalista cinese (Nanchino, n. 1964)
- Zhang Yueran, scrittrice cinese (Jinan, n. 1982)

## Snowboarder(1)
- Zhang Yiwei, snowboarder cinese (Anshan, n. 1992)

## Sollevatori(3)
- Zhang Guozheng, ex sollevatore cinese (Contea di Xianyou, n. 1974)
- Zhang Xiangsen, ex sollevatore cinese (n. 1972)
- Zhang Xiangxiang, sollevatore cinese (n. 1983)

## Sollevatrici(2)
- Zhang Wangli, sollevatrice cinese (n. 1996)
- Zhang Wanqiong, sollevatrice cinese (n. 1994)

## Storici dell'arte(1)
- Zhang Yanyuan, storico dell'arte, calligrafo e pittore cinese

## Taekwondoka(1)
- Zhang Mengyu, taekwondoka cinese (n. 1998)

## Tennistavoliste(2)
- Zhang Yining, ex tennistavolista cinese (Pechino, n. 1982)
- Lily Zhang, tennistavolista statunitense (Redwood City, n. 1996)

## Tennistavolisti(1)
- Zhang Jike, tennistavolista cinese (Shandong, n. 1988)

## Tenniste(4)
- Zhang Kailin, ex tennista cinese (Wuhan, n. 1990)
- Zhang Ling, ex tennista hongkonghese (Hunan, n. 1989)
- Zhang Shuai, tennista cinese (Tientsin, n. 1989)
- Zhang Yuxuan, tennista cinese (Tientsin, n. 1994)

## Tennisti(2)
- Zhang Ze, tennista cinese (Nanchino, n. 1990)
- Zhang Zhizhen, tennista cinese (Shanghai, n. 1996)

## Tiratrici a segno(3)
- Zhang Binbin, tiratrice a segno cinese (Eggenfelden, n. 1989)
- Zhang Mengxue, tiratrice a segno cinese (Jinan, n. 1991)
- Zhang Qiongyue, tiratrice a segno cinese (Jilin, n. 2004)

## Tuffatori(1)
- Zhang Yanquan, tuffatore cinese (Chaozhou, n. 1994)

## Tuffatrici(2)
- Zhang Jiaqi, tuffatrice cinese (Pechino, n. 2004)
- Zhang Minjie, tuffatrice cinese (n. 2004)

## Velocisti(1)
- Zhang Peimeng, ex velocista cinese (n. 1987)

## Senza attività specificata(1)
- Zhang Shan, ex tiratrice a volo cinese (Nanchong, n. 1968)